# The Marriage of William Ashe
The Marriage of William Ashe er en britisk stumfilm fra 1916 af Cecil Hepworth.

## Medvirkende
- Henry Ainley som William Ashe.
- Alma Taylor som Lady Kitty Bristol.
- Stewart Rome som Geoffrey Cliffe.
- Violet Hopson som Mary Lyster.
- Lionelle Howard som Eddie Helston.